# Ivan Liljeqvist
Ivan Liljeqvist, född 1996, är en svensk youtubare, föreläsare och entreprenör mest känd för sin youtube-kanal Ivan on Tech.

## Biografi
År 2017 startade Ivan sin Youtube-kanal Ivan on Tech där han ägnar sig åt blockchain, kryptovalutor, programmering och andra relaterade ämnen. I maj 2020 hade kanalen 227 000 prenumeranter och har kallats en av de ledande på sitt område.
Ivan Liljeqvist har gjort flera framträdanden i såväl svensk som internationell media för att diskutera kryptovalutor, blockchain och dess roll i samhället. Hösten 2019 deltog han som gäst i ett avsnitt av Framgångspodden med titeln Störst i världen på bitcoin.

## Syn på blockchain
Enligt Ivan Liljeqvist finns det stora fördelar med den decentraliserade blockchain-teknologin. Vid flera tillfällen har Ivan argumenterat för dess potential när det kommer till att motverka fattigdom, främst genom möjligheten att erbjuda finansiering till individer och företag som annars står utanför det finansiella systemet. Han ser potentialen som allra störst i fattigare länder och regioner där det saknas finansiell infrastruktur.

## Priser och utmärkelser
- 2019: Utsedd till årets digitala utbildare av IT-företaget Consid[20][21]
- 2018: Utsedd till Blocktech person of the year, av BTCX[22]

## Källhänvisningar
1. 1 2 3  ”21-årige "Ivan on tech" gör succé på Youtube – vill utbilda världen om bitcoin”. Breakit.se. 18 August 2019. https://www.breakit.se/artikel/9468/21-arige-ivan-on-tech-gor-succe-pa-youtube-vill-utbilda-varlden-om-bitcoin. Läst 2 november 2019.
2. 1 2  Guzman (11 januari 2018). ”The Ripple Effect of Cryptocurrencies”. Forbes.com. Arkiverad från originalet den 9 juni 2020. https://web.archive.org/web/20200609102029/https://www.forbes.com/sites/forbesproductgroup/2018/01/11/the-ripple-effect-of-cryptocurrencies/?fbclid=IwAR2_k7K6PsgxaDkTtcUxU4wAPO8LBYO0MTbFiteW-gC_WCstDCCJpvACo0Y#564667856080. Läst 2 november 2019.
3. ↑  ”FORGET THE HYPE — BUILD THINGS - The Speakers”. Bloxpo.co. https://bloxpo.co. Läst 2 november 2019. Arkiverad 2 november 2019 hämtat från the Wayback Machine.
4. ↑  ”Speakers”. Coinmarketcap.com. https://conference.coinmarketcap.com/#speakers. Läst 2 november 2019.
5. ↑  ”Ivan on Tech”. YouTube.com. https://www.youtube.com/channel/UCrYmtJBtLdtm2ov84ulV-yg. Läst 2 november 2019.
6. ↑  ”Ivan On Tech’s Journey From 0 To 200,000 Subscribers In 2 Years”. Forbes. https://www.forbes.com/sites/justinoconnell/2020/01/29/ivan-on-techs-journey-from-0-to-200000-subscribers-in-2-years/#60fdb32370ae. Läst 24 mars 2020.
7. ↑  ”Hade inte råd med lunch på stan – nu drar svenske influeraren in över 100 000 kr per inlägg”. Veckans Affärer. 31 oktober 2017. https://www.va.se/nyheter/2017/10/31/hade-inte-rad-med-lunch-pa-stan--nu-drar-svenske-influencern-in-over-100-00-per-inlagg/?fbclid=IwAR15qYNuAiZmude61iswnU1tJ5MtKuJ8OvfYKlrL7qNafPevu4ulrBwg01c. Läst 2 november 2019.
8. ↑  ”CHAIN GANG: Youtube Star Ivan On Tech Talks Crypto”. blocktv.com. https://blocktv.com/watch/2019-02-03/5c530fad87fe8-chain-gang-youtube-star-ivan-on-tech-talks-crypto?fbclid=IwAR3KV9j6o14sUueIjKtUJusQSnbFGUJvFWH3v1n-XzzBLJLGw6zi2uP-EPY. Läst 2 november 2019. Arkiverad 2 november 2019 hämtat från the Wayback Machine. ”Arkiverade kopian”. Arkiverad från originalet den 2 november 2019. https://web.archive.org/web/20191102113126/https://blocktv.com/watch/2019-02-03/5c530fad87fe8-chain-gang-youtube-star-ivan-on-tech-talks-crypto?fbclid=IwAR3KV9j6o14sUueIjKtUJusQSnbFGUJvFWH3v1n-XzzBLJLGw6zi2uP-EPY. Läst 26 maj 2020.
9. ↑  ”Ivan on Tech”. https://www.youtube.com/user/LiljeqvistIvan.
10. ↑  Perryman, Emily (11 januari 2020). ”Five YouTube cryptocurrency channels you should subscribe to”. Yahoo Finance. https://finance.yahoo.com/news/five-youtube-cryptocurrency-channels-subscribe-130040318.html?guccounter=1&guce_referrer=aHR0cHM6Ly93d3cuZ29vZ2xlLmF0Lw&guce_referrer_sig=AQAAAKqnMU6XZVjJssoYEo646SaV4geyMW97tf9Ve56yPuJ7DeBp5RBC-6NXuHO-o2_OYuCxn9tohY3CetW_WEMLD2W1l4yX_jndtyYZPnCFo5j3SK73KMXugJE6y4fH7uOxClpxwvRdAhewj63JrpgKfkkv-1fEZSNHJHh0WxKfUP7p. Läst 3 april 2020.
11. ↑  Vilner, Yoav. ”No More Hype: Time To Separate Crypto From Blockchain Technology”. Forbes. https://www.forbes.com/sites/yoavvilner/2018/11/14/no-more-hype-time-to-separate-crypto-from-blockchain-technology/#c1a9c4d171ce. Läst 3 april 2020.
12. ↑  ”Top 10 Cryptocurrency YouTubers To Check Out”. Use The Bitcoin. https://usethebitcoin.com/top-10-cryptocurrency-youtubers-to-check-out/. Läst 3 april 2020.
13. ↑  Nilsen Palm, Cecilia (31 december 2017). ”Ivan från Jönköping har en av världens största Youtubekanaler”. Jönköpings-Posten. https://www.jp.se/artikel/ivan-fran-jonkoping-har-en-av-varldens-storsta-youtubekanaler. Läst 3 april 2020.[död länk]
14. 1 2  ”Kryptovalutor kan göra sanktioner verkningslösa”. Sveriges Radio. 21 december 2018. https://sverigesradio.se/sida/artikel.aspx?programid=1637&artikel=7119547&fbclid=IwAR1MEY_wKJntKuePvZlYqxWMi9xr8IKZUAnnSOjpiV9BlVWq5gUK-Jd9Epw. Läst 2 november 2019.
15. ↑  ”Ivan Liljeqvist - Störst i Världen på bitcoin”. https://poddtoppen.se/podcast/985517492/framgangspodden/314-ivan-liljeqvist-storst-i-varlden-pa-bitcoin-original.Poddtoppen.se
16. 1 2  Vilner, Yoav (14 november 2018). ”No More Hype: Time To Separate Crypto From Blockchain Technology”. Forbes. https://www.forbes.com/sites/yoavvilner/2018/11/14/no-more-hype-time-to-separate-crypto-from-blockchain-technology/?fbclid=IwAR2TfAM5OUOdNDpgfhsAqxv6sfhnZM1E-Ml399R97C3pfyAMypxMdXa1XPY#40865722171c. Läst 2 november 2019.
17. 1 2 3  ”Under 15: "Problemet med Bitcoin är bristen på kunskap"”. Dagens Media. 20 augusti 2018. https://www.dagensmedia.se/poddar/under-femton/under-15-problemet-med-bitcoin-ar-bristen-pa-kunskap-6926543?fbclid=IwAR1hB_x-rFywnYm94EXq69Fy8TuRFZS54QtsTXDQI6rtuygoWf7mTDfJfIg. Läst 2 november 2019.
18. ↑  ”Expertens bästa råd om Bitcoin efter börsraset”. Expressen. 7 februari 2018. https://www.expressen.se/dinapengar/bitcoin-rasar-i-takt-med-borserna-expertens-tips/?fbclid=IwAR3Jh_xWlG7FuZYFGvtva2N6pDqjTxKpKeAcGeohXhTD4Lf8flMhalsnnFE. Läst 2 november 2019.
19. ↑  ”6 trendspaningar inför 2018”. Dagens Media. 25 december 2017. https://www.dagensmedia.se/poddar/under-femton/6-trendspaningar-infor-2018-6890703?fbclid=IwAR0tjjViNCzT4dgSNmFkIPSU7kLJMVtS0gmb5x-grHuLB8iy6BSPcv-u8GM. Läst 2 november 2019.
20. ↑  ”De blev Årets digitala influencer, Årets eQualizer och Årets digitala utbildare 2019”. Consid.se. https://www.consid.com/sv/om-oss/nyheter/de-blev-arets-digitala-influencer-arets-equalizer-och-arets-digitala-utbildare-2019/. Läst 2 november 2019.
21. ↑  Johansson, Janne (31 oktober 2019). ”Ivan från Jönköping hyllades på gala inför 1200: ”Superroligt för mig””. Jönköpings-Posten. https://www.jp.se/artikel/ivan-fran-jonkoping-arets-digitala-utbildare. Läst 3 april 2020.
22. ↑  ”Blocktech Awards”. bt.cx. https://bt.cx/en/awards/?fbclid=IwAR15bPBahRT5TR8TW1cYYt44mBKbFy3kI6GTsc57SBs-aBNBpJz1HRkzMu0. Läst 2 november 2019.